# Mike Posner
Mike Posner, właściwie Michael Robert Henrion Posner (ur. 12 lutego 1988 w Detroit) – amerykański piosenkarz, autor tekstów i producent. 10 sierpnia 2010 roku wydał swój debiutancki krążek 31 Minutes to Takeoff. Pierwszy singiel z płyty Cooler Than Me dotarł do Top 10 listy Billboard Hot 100.

## Życiorys
Urodził się w Detroit w stanie Michigan, a wychowywał się w Southfield. Jego ojciec, prawnik, jest Żydem, a matka, farmaceutka, katoliczką. Posner ukończył Groves High School oraz socjologię na Duke University. Podczas studiów na Duke był członkiem stowarzyszenia Sigma Nu. W trakcie studiów otrzymał również certyfikat z marketingu i zarządzania.

## Kariera
Jego debiutancki album 31 Minutes to Takeoff został wydany 10 sierpnia 2010 roku. Pierwszy singel z płyty, „Cooler Than Me”, został wyprodukowany przez Gigamesha i osiągnął #6 na liście Billboard Hot 100. Posner wystąpił podczas festiwalu Bonnaroo i Warped Tour 2010. Drugi singiel, „Please, Don't Go”, został wydany 20 lipca 2010 roku. Piosenkarz współpracuje z takimi artystami jak Snoop Dogg, Wiz Khalifa, Kid Cudi, Wale, Big Sean, Bun B, One Be Lo, Eric Holljes i 3OH!3.
24 lipca 2015 roku ukazał się singiel „I Took a Pill in Ibiza”, pochodzący z minialbumu The Truth. Utwór został zremiksowany przez norweski duet producencki SeeB, i stał się w wielu krajach największym hitem Posnera od czasu wydania „Cooler than Me”. 17 marca 2016 roku Mike ogłosił, że jego drugi album będzie nazywać się At Night, Alone. i ukaże się 6 maja. Album ten został wydany w planowanym terminie.

## Dyskografia

### Albumy studyjne
| Rok  | Album                                                                 | Pozycja na liście | Pozycja na liście | Pozycja na liście | Sprzedaż       | Certyfikat         |
| Rok  | Album                                                                 | USA               | Kanada            | Francja           | Sprzedaż       | Certyfikat         |
| ---- | --------------------------------------------------------------------- | ----------------- | ----------------- | ----------------- | -------------- | ------------------ |
| 2010 | 31 Minutes to Takeoff - Data: 10 sierpnia 2010 - Wytwórnia: L Records | 8                 | 32                | 120               |                |                    |
| 2016 | At Night, Alone. - Data: 6 maja 2016 - Wytwórnia: Island Records      | 12                | 6                 | 85                | - POL: 10 000+ | - POL: złota płyta |
| 2019 | A Real Good Kid - Data: 18 stycznia 2019 - Wytwórnia: Island Records  |                   |                   |                   |                |                    |

### Minialbumy
| Rok  | Album                                                                          |
| ---- | ------------------------------------------------------------------------------ |
| 2009 | A Matter of Time - Data: 28 lutego 2009 - Wydawca: Samopublikowanie            |
| 2009 | One Foot Out the Door - Data: 29 października 2009 - Wydawca: Samopublikowanie |
| 2015 | The Truth - Data: 22 czerwca 2015 - Wydawca: Island                            |